# Poggiana
Poggiana (Pojana in veneto) è una frazione del comune di Riese Pio X, in provincia di Treviso.
L'omonima parrocchia dipende dalla diocesi di Treviso, vicariato di Castello di Godego.
Il paese è situato nei pressi del fiume Muson, che costituisce confine tra Poggiana e la località di Ramon, frazione di Loria. La cittadina si caratterizza per la quasi totale assenza di attività commerciali.

## Origini del nome
Il nome Poggiana deriverebbe da poljana (che in epoca barbara significava terreno aperto).

## Storia
La chiesa di Poggiana risulta censita già nel 1153, quando dipendeva dalla Pieve di Riese e divenne autonoma nel 1462.

## Monumenti e luoghi d'interesse
La chiesa parrocchiale di San Lorenzo, del 1777, conserva all'interno una pala del XVI secolo di Jacopo Da Ponte raffigurante il Martirio di San Lorenzo.

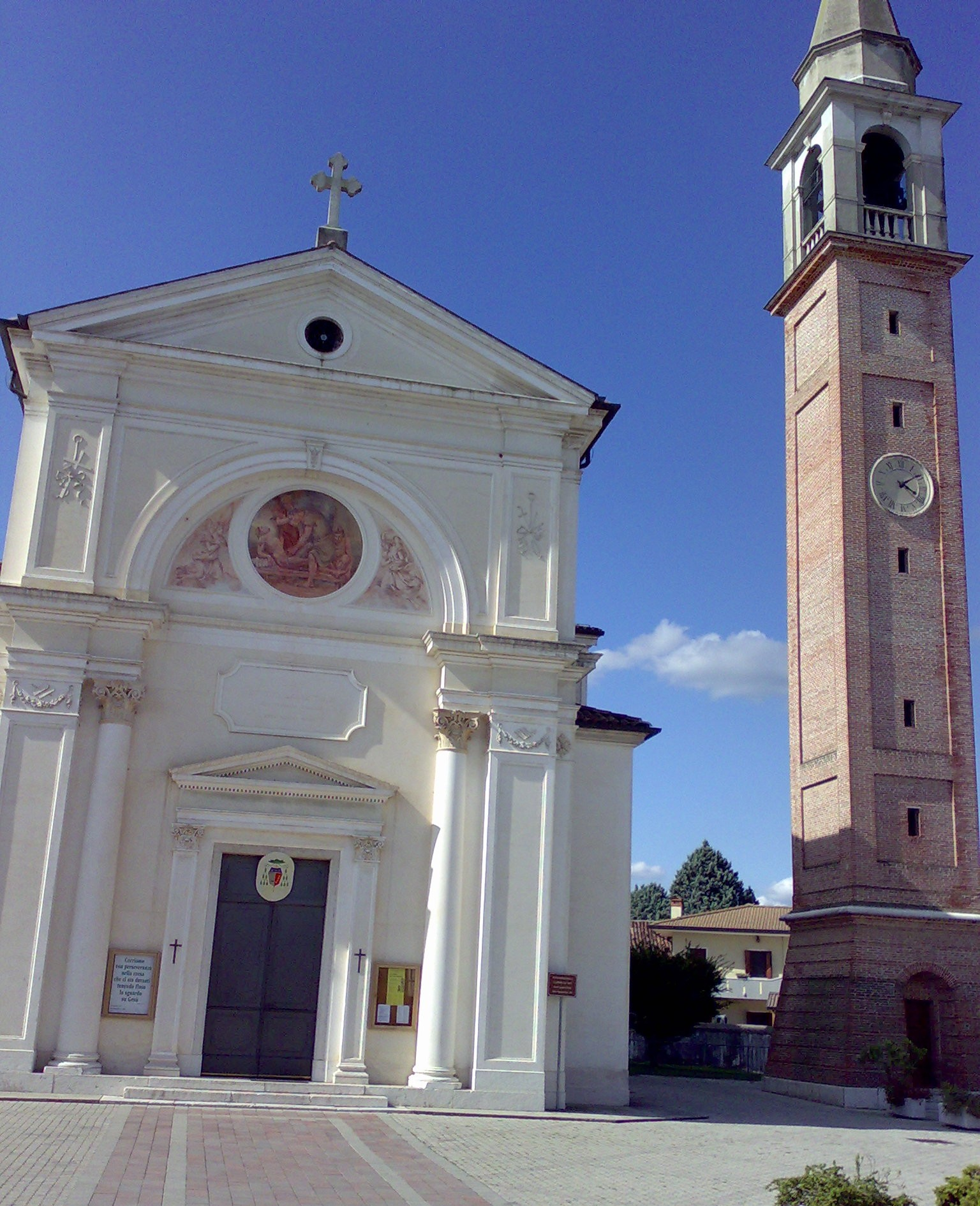
Facciata della chiesa e del campanile